# Kirche der Unbefleckten Empfängnis der Hl. Jungfrau Maria (Baku)

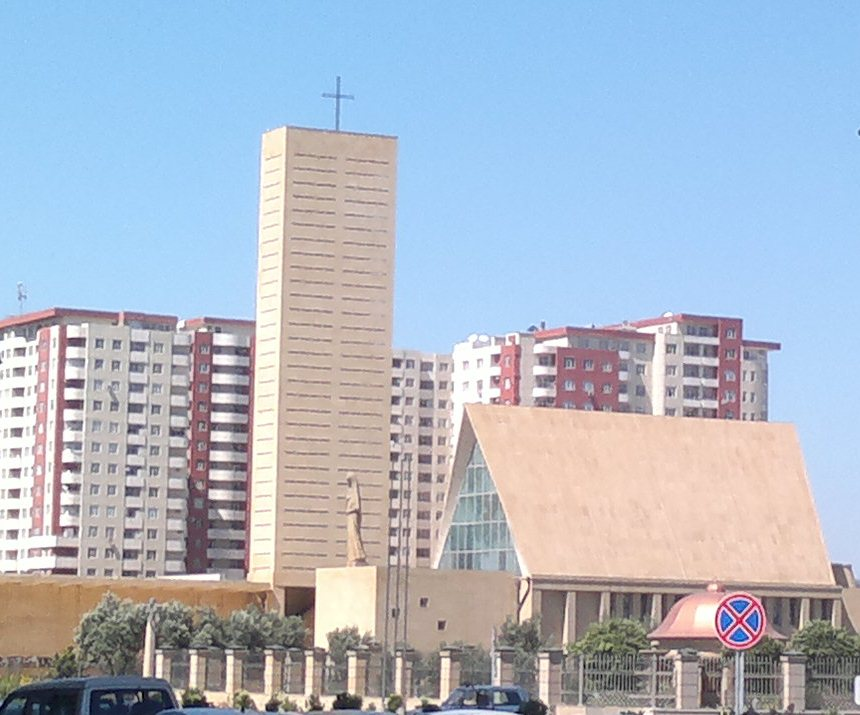
Baku, katholische Kirche Mariä Empfängnis, erbaut 2006

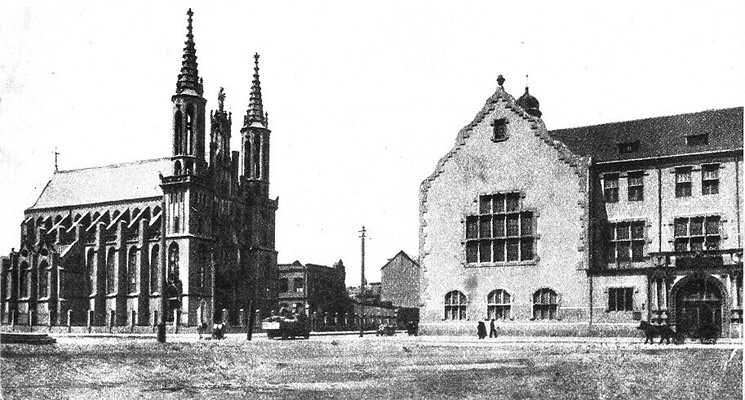
Die 1912 fertiggestellte und 1938 zerstörte Kirche der Unbefleckten Empfängnis der Hl. Jungfrau Maria in Baku

Die römisch-katholische  Kirche der Unbefleckten Empfängnis der Hl. Jungfrau Maria  (aserbaidschanisch Bakirə Məryəmin Məsum Hamiləliyi şərəfinə kilsə) steht in Baku, der Hauptstadt Aserbaidschans. Heute (2022) ist sie eine von zwei aktiven römisch-katholische Kirchen in Aserbaidschan und wird von der Apostolischen Präfektur Aserbaidschans seelsorglich betreut.

## Geschichte
Ihren Ursprung hatte die römisch-katholische Gemeinde in Baku im Jahr 1882, als eine kleine Kapelle gebaut wurde.

### Alte Kirche
Im Jahr 1894 erhielt die römisch-katholische Gemeinde die Genehmigung zum Bau einer Kirche. Dieser erfolgte zwischen 1909 und 1912 im neugotischen Stil. 1938 wurde die Kirche vollständig zerstört.

### Neue Kirche
1997 wurde die römisch-katholische Gemeinde in Baku wieder ins Leben gerufen. 2002 erwarb sie ein Grundstück zur Errichtung einer Kirche. 2006 entstand ein Bauwerk im Stil der Moderne, wobei neugotische Elemente einbezogen wurden. Die Pläne lieferte der italienische Architekt Paolo Ruggiero. Die Skulptur der Jungfrau Maria schuf der aserbaidschanische Künstler Husein Achverdiev, während die Glasmalerei vom aserbaidschanischen Künstler Zohrab Mutallibov stammt. Am 26. April 2007 segnete der päpstliche Nuntius Claudio Gugerotti die neue Kirche, die  wie die alte Kirche wieder den Namen Kirche der Unbefleckten Empfängnis der Hl. Jungfrau Maria trägt.
Im Jahr 2012 wurde zu Ehren des Jahrestages des Besuchs von Papst Johannes Paul II. in Aserbaidschan in der Kirche der Unbefleckten Empfängnis der Hl. Jungfrau Maria in Baku eine Heilige Messe für die örtlichen Gemeindemitglieder abgehalten.

### Apostolischer Präfekt von Aserbaidschan

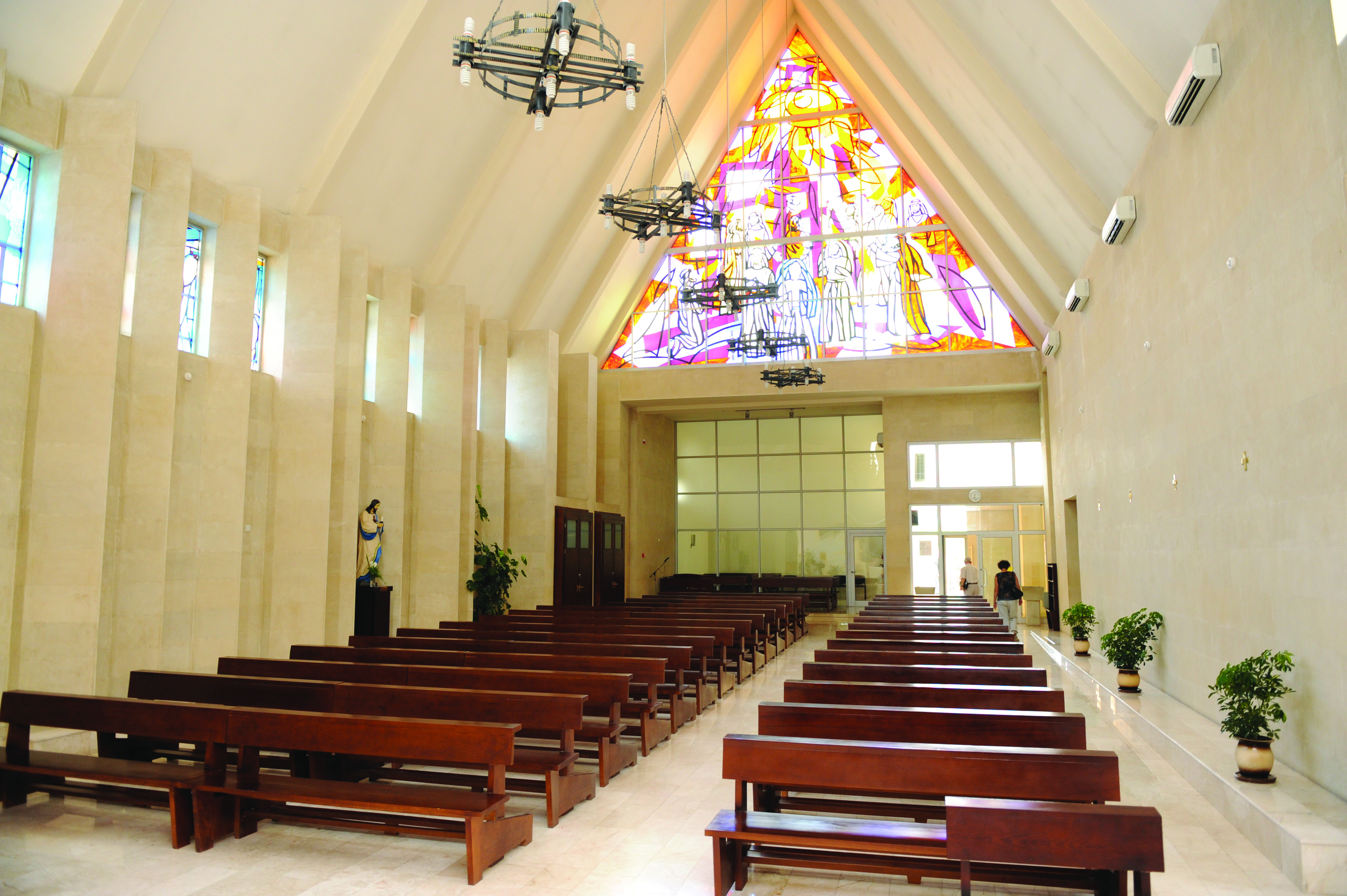
Innenraum

Früher stand die römisch-katholische Gemeinde unter der Jurisdiktion der Apostolischen Administratur Kaukasiens, die ursprünglich die drei kaukasischen Staaten Georgien, Armenien und Aserbaidschan umfasste. Die Administratur bzw. die Apostolische Administratur Kaukasien wurde am 30. Dezember 1993 mit dem Dekret Quo aptius aus dem Bistum Tiraspol heraus gegründet.
Am 11. Oktober 2000 verlor die Administratur das aserbaidschanische Territorium zugunsten der Errichtung der Mission sui juris Baku. Seit der Gründung ist der Ortsordinarius Giuseppe Pasotto CSS. Die Mission sui juris Baku wurde am 11. Oktober 2000 aus Gebietsabtretungen der Apostolischen Administratur Kaukasien errichtet und damit die römisch-katholische Apostolische Präfektur mit Sitz in Baku gegründet. Im Jahr 2012 wurde zu Ehren des Jahrestages des Besuchs von Papst Johannes Paul II. in Aserbaidschan in der Kirche der Unbefleckten Empfängnis der Hl. Jungfrau Maria in Baku eine Heilige Messe für die örtlichen Gemeindemitglieder abgehalten. Diese wurde wiederum von dem eigens für diesen Anlass aus dem Vatikan angereisten Kardinal Fernando Filoni geleitet. Der erste Apostolische Präfekt, Vladimir Fekete SDB, wurde im Dezember 2017 in den Bischofsrang erhoben.